# Frank Hinman Waskey
Frank Hinman Waskey (* 20. April 1875 in Lake City, Wabasha County, Minnesota; † 18. Januar 1964 in Oakville, Washington) war ein US-amerikanischer Politiker. Zwischen 1905 und 1907 vertrat er als erster Delegierter das Alaska-Territorium im US-Repräsentantenhaus.

## Werdegang
Frank Waskey besuchte die öffentlichen Schulen seiner Heimat in Minnesota und zog im Jahr 1898 während des Klondike-Goldrauschs nach Nome in Alaska. Dort wurde er Vorstand einer Minengesellschaft, Direktor einer Bank und Leiter eines Verlags.
Waskey wurde Mitglied der Demokratischen Partei. Zwischen dem 14. August 1906 und dem 3. März 1907 vertrat er als erster Delegierter das Alaska-Territorium im US-Repräsentantenhaus. Auf eine erneute Kandidatur verzichtete er. Danach schürfte er nach Bodenschätzen und handelte mit Fellen. Außerdem verkaufte er Kuriositäten. Im Jahr 1956 zog er nach Oakville im Staat Washington, wo er 1964 starb.